# علائم کووید-۱۹

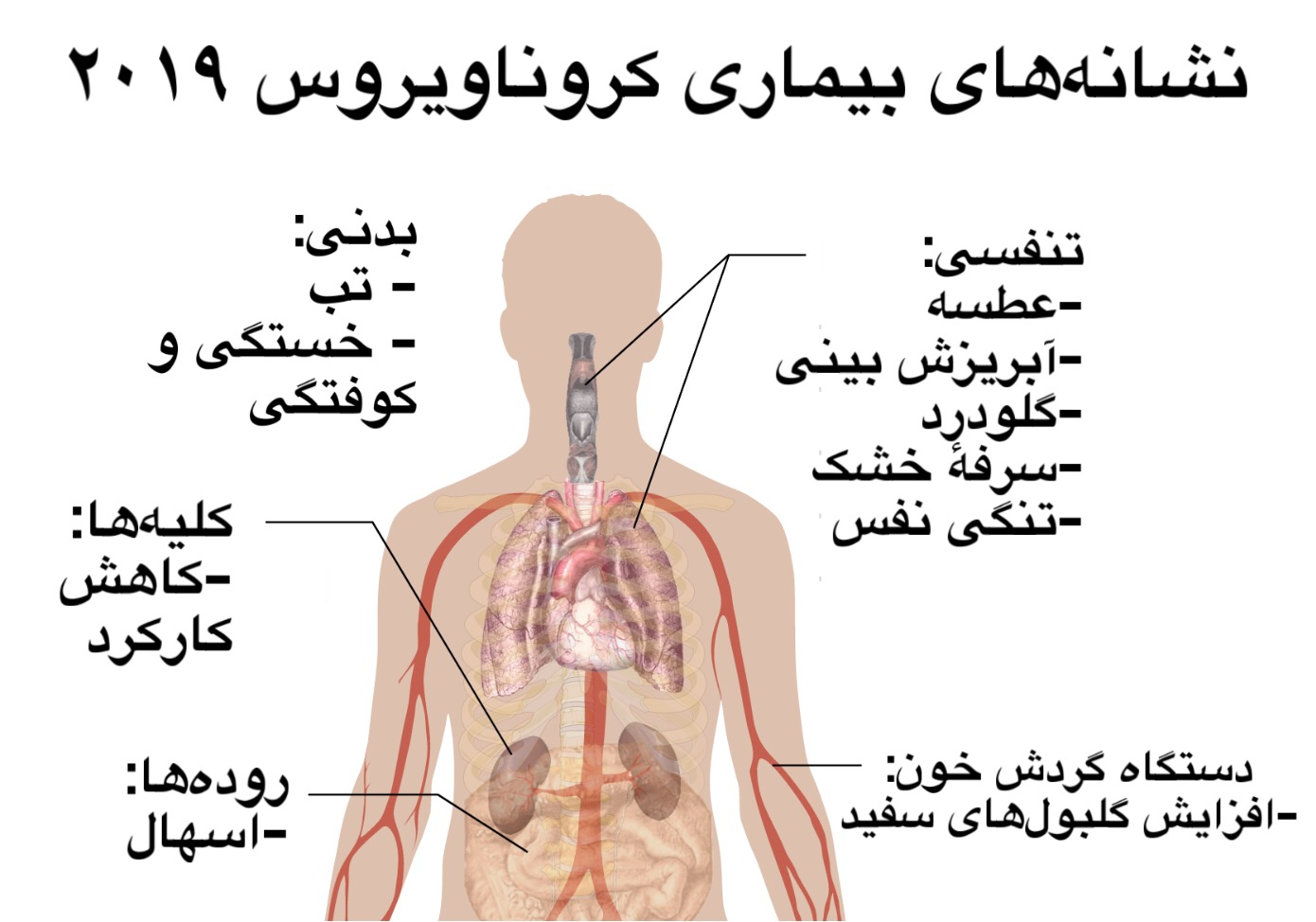
علائم کووید ۱۹

علائم کووید ۱۹ از علائم خفیف تا شدید متغیر است. علائم شایع عبارتند از سردرد، از دست دادن بویایی و چشایی، گرفتگی بینی و آبریزش بینی، سرفه، درد ماهیچه، گلودرد، تب، اسهال و تنگی نفس. افراد مبتلا به یک نوع عفونت ممکن است علائم متفاوتی داشته باشند و علائم آنها در طول زمان تغییر کند. سه دسته رایج علائم مشخص شده: در بخش تنفسی مانند سرفه، خلط سینه، تنگی نفس و تب؛ در بخش اسکلتی مانند درد عضلانی و مفصلی، سردرد و خستگی؛ در بخش گوارشی شامل درد شکم، استفراغ و اسهال. در افرادی که اختلالات گوش، بینی و گلو را نداشته‌اند، از دست دادن طعم غذاها (اوپامزه‌ای) همراه با از دست دادن بویایی ممکن است رخ دهد.
از بین افرادی که علائم را نشان می‌دهند، ۸۱٪ فقط علائم خفیف تا متوسط (تا سینه‌پهلو خفیف)، در ۱۴٪ علائم شدید (تنگی نفس، هیپوکسی یا بیش از ۵۰٪ درگیری در ریه‌ها) و ۵٪ از بیماران از علائم بحرانی رنج می‌برند. (نارسایی تنفسی، شوک (افت فشار خون) یا اختلال عملکرد چند ارگان). حداقل یک سوم از افرادی که به این ویروس آلوده شده‌اند، علائم قابل توجهی را از خود نشان نداند. این افراد که علائم را نداشته‌اند، به علت بی‌خبری به دنبال آزمایش نمی‌روند و در نتیجه می‌توانند بیماری را گسترش دهند. سایر افراد آلوده ممکن است بعداً علائمی را نشان دهند یا علائم بسیار خفیفی دارند که آنها هم می‌توانند ویروس را منتقل کنند.
همان‌طور که در مورد عفونت‌ها رایج است، بین لحظه ای که اولین بار فرد آلوده می‌شود و اولین علائم ظاهر می‌شود، تأخیر وجود دارد. میانگین تأخیر کووید ۱۹ چهار تا پنج روز است. اکثر افراد در عرض دو تا هفت روز پس از قرار گرفتن در معرض بیماری، علائم را نشان خواهند داد و تقریباً همه آنها حداقل یکی از علائم را در عرض ۱۲ روز تجربه می‌کنند.
اکثر افراد از مرحله حاد بیماری بهبود می‌یابند. با این حال، برخی از مردم تا ماه‌ها پس از بهبود، طیف وسیعی از عوارض، مانند خستگی را تجربه می‌کنند که به این وضعیت، کووید مزمن می‌گویند؛ آسیب طولانی مدت به اندام‌ها در کووید مزمن مشاهده شده‌است. مطالعات چند ساله برای بررسی بیشتر اثرات طولانی مدت این بیماری در حال انجام است.

## بررسی اجمالی
برخی از علائم کووید ۱۹ می‌تواند نامشخص باشد؛ شایع‌ترین علائم تب، سرفه خشک و خستگی است. در میان کسانی که علائم را نشان می‌دهند، تقریباً از هر پنج نفر یک نفر ممکن است به‌طور جدی بیمار شود و در تنفس دچار مشکل شود. علائم اورژانسی شامل مشکل در تنفس، درد یا فشار مداوم در قفسه سینه، سرگیجه ناگهانی، مشکل در راه رفتن و کبود شدن صورت یا لب‌ها است؛ در صورت وجود این علائم، مراجعه فوری به پزشک توصیه می‌شود. پیشروی بیشتر این بیماری می‌تواند منجر به عوارضی از جمله ذات الریه، سندرم زجر حاد تنفسی، سپتیسمی، شوک عفونی و نارسایی حاد کلیه شود.
برخی علائم معمولاً زودتر از بقیه ظاهر می‌شوند. در اوت ۲۰۲۰، دانشمندان دانشگاه کالیفرنیای جنوبی ترتیب «علائم» اولیه بیماری کووید ۱۹ را به ترتیب تب و به دنبال آن سرفه و درد ماهیچه گزارش کردند و تهوع و استفراغ معمولاً قبل از اسهال ظاهر می‌شود. علائم کووید ۱۹ با رایج‌ترین علائم آنفلوانزا که در آن ابتدا سرفه و بعداً تب ایجاد می‌شود متضاد است. دستورالعمل‌های آژانس‌های بهداشتی توصیه می‌کنند که افراد به مدت ۱۴ روز تا آشکارشدن اولین علامت بیماری قرنطینه شوند، شواهد محدودی وجود دارد که نشان می‌دهد علائم ممکن است برای برخی از بیماران بیشتر از ۱۴ روز پس از ابتلا، آشکار شود.

## علائم کلی
علائم کلی شامل خستگی و دردهای عضلانی و مفصلی (آرترالژی) است. برخی از افراد گلودرد دارند.

### تب
تب یکی از شایع‌ترین علائم در بیماران مبتلا به کووید ۱۹ است. با این حال، عدم وجود تب در فرد مبتلا به معنی مبتلا نبودن او به کووید ۱۹ نیست. تب در هفته اول عفونت کووید ۱۹ بخشی از پاسخ ایمنی طبیعی بدن است. از سپتامبر ۲۰۲۰، تحقیقات کمی بر ارتباط شدت تب با پیامدهای آن متمرکز شده‌است.
یک مرور سیستماتیک در ژوئن ۲۰۲۰، نشان می‌داد که ۷۵ تا ۸۱ درصد افراد مبتلا تب کرده‌اند. از ژوئیه ۲۰۲۰، مرکز اروپایی کنترل و پیشگیری بیماری (ECDC) میزان شیوع تب را ۴۵ درصد اعلام کرد.

### درد
مرور سیستماتیک ژوئن ۲۰۲۰ شیوع ۲۷ تا ۳۵ درصد خستگی، ۱۴ تا ۱۹ درصد درد عضلانی و ۱۰–۱۴ درصد گلودرد را گزارش کرد. از ژوئیه ۲۰۲۰، ECDC میزان شیوع ۶۳٪ را برای ضعف عضلانی (سستی)، ۶۳٪ برای درد عضلانی (درد ماهیچه) و ۵۳٪ برای گلو درد را گزارش کرد.

## تنفسی
سرفه یکی دیگر از علائم شایع کووید ۱۹ است که می‌تواند خشک و شدید هم باشد.
برخی از علائم مانند مشکل تنفس در بیمارانی که نیاز به مراقبت در بیمارستان دارند شایع تر است. تنگی نفس بعداً در طول بیماری ایجاد می‌شود.
عوارض تنفسی ممکن است شامل ذات الریه و سندرم زجر حاد تنفسی (ARDS) باشد.
از ژوئیه ۲۰۲۰، ECDC میزان شیوع ۶۸ ~ درصد را برای انسداد بینی، ۶۳ ~ درصد را برای سرفه گزارش کرد. در یک مرور سیستماتیک در ژوئن ۲۰۲۰، شیوع سرفه خشک ۵۴–۶۱ درصد و سرفه بسیار شدید ۲۲–۲۸ گزارش شد.

## قلبی عروقی
عوارض قلبی عروقی کووید ۱۹ ممکن است شامل نارسایی قلبی، آریتمی قلب، التهاب قلب و لخته شدن خون (ترومبوز سیاهرگی) باشد. این علائم در بیماران شدید کووید ۱۹ مشترک است.
به نظر می‌رسد فشار خون بالا شایع‌ترین عامل خطر آسیب قلبی در بیماری کووید ۱۹ است. در یک آمارگیری ۵۸٪ از افراد مبتلا، آسیب قلبی گزارش شده‌است.

## عصبی
بیماران مبتلا به کووید ۱۹ می‌توانند علائم عصبی را نشان دهند که می‌توان آنها را به‌طور کلی به درگیری در بخش عصبی بخش‌بندی کرد، مانند سردرد، گیجی، تغییر وضعیت روانی و عدم تمرکز، و درگیری سیستم عصبی محیطی مانند نابویایی و دشچشایی. برخی از بیماران دچار اختلالات شناختی به نام «مه مغزی کووید» می‌شوند که شامل از دست دادن حافظه، بی‌توجهی، تمرکز ضعیف یا عدم تمرکز می‌شود. سایر اختلالات عصبی شامل حمله صرع، سکته مغزی، انسفالیت و نشانگان گیلن–باره (که شامل از دست دادن عملکردهای حرکتی (همی‌پارزی) می‌شود) است.
در ژوئیه ۲۰۲۰، ECDC میزان شیوع سردرد را ۷۰ درصد اعلام کرد. یک مرور سیستماتیک در ژوئن ۲۰۲۰، شیوع ۱۰ تا ۱۶ درصد سردرد را گزارش کرد.

### از دست دادن حس بویایی
در برخی از افراد، کووید ۱۹ باعث می‌شود که افراد به‌طور موقت حس بویایی خود را به‌طور جزئی یا کامل از دست بدهند (نابویایی).
اگر این علامت وجود داشته باشد، اغلب در اوایل بیماری ظاهر می‌شود. اغلب شروع نابویایی ناگهانی آشکار می‌شود. معمولاً طی یک ماه بوی بدن به حالت عادی برمی گردد. با این حال، برای برخی از بیماران بسیار آهسته بهبود می‌یابد و با بوهای ناخوشایند یا متفاوت از آنچه که در ابتدا احساس می‌شد (بویایی‌پریشی) همراه است و برای برخی از افراد حداقل تا چند ماه بوی بدن برنمی گردد. این یک علامت غیر معمول برای سایر بیماری‌های تنفسی است.
از دست دادن حس بویایی عواقب مختلفی دارد. از دست دادن حس بویایی می‌توانند باعث مسمومیت شود زیرا فرد به دلیل ناتوانی در تشخیص بوی غذای فاسدشده نمی‌تواند بیماری‌های ناشی از غذا را تشخیص دهد یا ممکن است به دلیل ناتوانی در تشخیص دود، آتش‌سوزی را تشخیص ندهد. همچنین نابویایی با افسردگی ارتباط دارد. اگر بوی بدن بازنگردد، آموزش تشخیص بو یک گزینه بالقوه است.
یک مرور سیستماتیک در ژوئن ۲۰۲۰ نشان داد که شیوع اختلال بویایی در افراد مبتلا به کووید ۱۹ بین ۲۹–۵۴ درصد است. , در حالی که یک مطالعه در اوت ۲۰۲۰ با استفاده از یک تست تشخیص بو، گزارش داد که ۹۶ درصد از افراد مبتلا دچار اختلال بویایی و ۱۸ درصد کل حس بویایی را از دست می‌دهند. یک بررسی سیستماتیک دیگر در ژوئن ۲۰۲۰، شیوع ۴ تا ۵۵ درصد کاهش توانایی بویایی را گزارش کرد. از ژوئیه ۲۰۲۰، ECDC میزان شیوع از دست دادن بویایی را ۷۰ ~ درصد اعلام کرد.
اختلال در بویایی یا چشایی بیشتر در افراد جوان دیده می‌شود و شاید به همین دلی، با خطر کمتر عوارض پزشکی ارتباط دارد.

### از دست دادن حس چشایی
در برخی از افراد، کووید ۱۹ باعث می‌شود افراد به‌طور موقت تغییراتی در طعم و مزه غذا (دشچشایی یا ناچشایی) تجربه کنند. تغییرات در احساس شیمیایی مانند تندی، نیز گزارش شده‌است. تا ژانویه ۲۰۲۱، مکانیسم علائم چشایی به خوبی شناخته نشده بود.
مرور سیستماتیک در ژوئن ۲۰۲۰ شیوع ۲۴ تا ۵۴ درصد اختلالات چشایی را در افراد مبتلا نشان داد. یک مرور سیستماتیک دیگر در ژوئن ۲۰۲۰ شیوع ۱ تا ۸ درصد اوپامزه‌ای را گزارش کرد. از ژوئیه ۲۰۲۰، ECDC میزان شیوع ۵۴ ~ درصد را برای اختلال عملکرد چشایی گزارش کرد.

### سایر علائم عصبی و روانی
ممکن است نیمی از بیمارانی را که با کووید ۱۹ شدید در بیمارستان بستری هستند، تحت تأثیر علائم نادر عصبی و روانی قرار بگیرند. برخی از علائم گزارش شده شامل روان‌آشفتگی، سکته مغزی، خونریزی مغزی، از دست دادن حافظه، روان‌پریشی، آسیب عصب محیطی، اضطراب و اختلال اضطراب پس از سانحه است. علائم عصبی در بسیاری از موارد با آسیب به خونرسانی مغز یا انسفالیت ارتباط دارد که در برخی موارد می‌تواند به التهاب حاد منتشره مغزی نیز پیشرفت کند. سکته مغزی در افراد جوان بدون عوامل خطر معمول گزارش شده‌است.
در سپتامبر ۲۰۲۰، مشخص نبود که آیا این علائم به دلیل عفونت مستقیم سلول‌های مغزی بوده یا تحریک بیش از حد سیستم ایمنی بدن است.
یک مرور سیستماتیک در ژوئن ۲۰۲۰، شیوع ۶ تا ۱۶ درصد سرگیجه یا گیجی، ۷ تا ۱۵ درصد سردرگمی و ۰ تا ۲ درصد آتاکسی را گزارش کرد.

## دیگر
سایر علائم در بین افراد مبتلا به کووید ۱۹ کمتر رایج است. برخی از افراد ممکن است بیماری‌های گوارشی مانند بی‌اشتهایی، اسهال، تهوع یا استفراغ را تجربه کنند. مرور سیستماتیک در ژوئن ۲۰۲۰ شیوع اسهال بین ۸ تا ۱۲ درصد و حالت تهوع را ۳ تا ۱۰ درصد گزارش کرد.
علائم کمتر رایج شامل لرز، سرفه خون (خلط خونی)، اسهال و بثورات پوستی است. ممکن است بر روی دست و پا، جوش‌های غیرچرکی صورتی رنگ با بنفش رنگ ایجاد شود که به اصطلاح «انگشتان پا کووید» می‌گویند. این ضایعات شبیه جوش اغلب فقط در بیماران جوان رخ می‌دهد و تا اواخر بیماری یا در دوران نقاهت ظاهر نمی‌شود. پلی مورفیسم‌های ژنتیکی خاص (در ژن TREX1) با حساسیت نسبت به ابتلا به کووید پا مرتبط هستند. یک مرور سیستماتیک در ژوئن ۲۰۲۰ شیوع ۰ تا ۱ درصد این نوع جوش پوستی را در بیماران مبتلا گزارش کرد.
تقریباً ۲۰ تا ۳۰ درصد از افراد مبتلا که به بیمارستان مراجعه می‌کنند، دارای آنزیم‌های کبدی بالا هستند که نشان دهنده آسیب کبدی است.
عوارض شامل نارسایی چند عضو، شوک عفونی و مرگ است.

## اثرات طولانی مدت

### سندرم التهابی چند ارگانی در کودکان
به دنبال عفونت ، کودکان ممکن است دچار سندرم التهابی چند ارگانی شوند که به آن سندرم التهابی چند ارگانی اطفال نیز می‌گویند. این بیماری علائم مشابه سندروم کاوازاکی دارد که می‌تواند کشنده باشد.